# برایان کندریک
برایان کندریک (انگلیسی: Brian Kendrick؛ زادهٔ ۲۹ مهٔ ۱۹۷۹) کشتی‌گیر کشتی حرفه‌ای اهل ایالات متحده آمریکا است.